# Wybory parlamentarne na Grenlandii w 2009 roku

Flaga Grenlandii

Wybory parlamentarne na Grenlandii w 2009 roku odbyły się 2 czerwca 2009 roku. Zdecydowane zwycięstwo odniosło w nich ugrupowanie opowiadające się za zwiększaniem niezależności wyspy - Wspólnota Ludzka, która uzyskała 43,7% głosów. Uprawnionych do głosowania było ok. 40 tysięcy obywateli, frekwencja wyniosła ponad 70%.

## Wyniki
| Partia | Partia           | Liczba ważnych głosów | % ważnych głosów | Liczba mandatów |
| ------ | ---------------- | --------------------- | ---------------- | --------------- |
|        | Wspólnota Ludzka | 12 457                | 43,7%            | 14              |
|        | Siumut           | 7 567                 | 26,5%            | 9               |
|        | Demokraci        | 3 620                 | 12,7%            | 4               |
|        | Solidarność      | 3 094                 | 10,9%            | 3               |
|        | Niezależni       | 1 084                 | 3,8%             | 1               |
|        | Sorlaat Partiiat | 383                   | 1,3%             | 0               |
|        | Pozostali        | 70                    | 0,2%             | 0               |
|        | Razem            |                       | 100%             | 31              |